# Купай (Курганская область)
Купай — село в Мишкинском районе Курганской области. Административный центр Купайского сельсовета.
В селе расположено здание Петро-Павловской церкви (заложена 1862 году, построена 1869 году, закрыта в 1932 году).

## География
Село расположено в западной части Курганской области, в северной части Мишкинского района. В селе находятся два озера: Большое Купайское и Малое Купайское.

## История
Село Купайское было основано в 1730 году Зеноидом Червяковым, чином в Российской империи.
До 1917 года входило в состав Шаламовской волости Челябинского уезда Оренбургской губернии. По данным на 1926 год состояло из 395 хозяйств. В административном отношении являлось центром Купайского сельсовета Воскресенского района Челябинского округа Уральской области.

## Население
| 1866 | 1892  | 1901  | 1916  | 1926  | 1989 | 2002 |
| ---- | ----- | ----- | ----- | ----- | ---- | ---- |
| 984  | ↗1807 | ↘1659 | ↗1749 | ↘1744 | ↘500 | ↘494 |
| 2010 |       |       |       |       |      |      |
| ↘377 |       |       |       |       |      |      |

По данным переписи 1926 года в селе проживало 1744 человека (814 мужчин и 930 женщин), в том числе: русские составляли 100 % населения.